# San Isidro las Banderas
San Isidro las Banderas är en ort i Mexiko.   Den ligger i kommunen Pantepec och delstaten Chiapas, i den sydöstra delen av landet, 700 km öster om huvudstaden Mexico City. San Isidro las Banderas ligger 1 435 meter över havet och antalet invånare är 1 309.
Terrängen runt San Isidro las Banderas är varierad. Runt San Isidro las Banderas är det ganska tätbefolkat, med 104 invånare per kvadratkilometer. Närmaste större samhälle är Tapilula, 5,1 km öster om San Isidro las Banderas. I omgivningarna runt San Isidro las Banderas växer i huvudsak städsegrön lövskog.